# Sam Oldham
Sam Oldham, né le 17 février 1993 à Nottingham, est un gymnaste artistique britannique.

## Carrière
Sam Oldham remporte aux Jeux olympiques d'été de 2012 à Londres la médaille de bronze du concours général par équipes avec Daniel Purvis, Louis Smith, Kristian Thomas et Max Whitlock.

## Palmarès

### Jeux olympiques
- Londres 2012
  -  médaille de bronze par équipes.

### Championnats d'Europe
- Moscou 2013
  -  médaille d'argent à la barre fixe

- Sofia 2014
  -  médaille d'argent au concours par équipes
  -  médaille d'argent à la barre fixe

- Montpellier 2015
  -  médaille d'argent à la barre fixe